# GAC Trumpchi GS 8
Der GAC Trumpchi GS 8 ist ein Sport Utility Vehicle der Submarke GAC Trumpchi der chinesischen Guangzhou Automobile Group.

## 1. Generation (2016–2023)
Vorgestellt wurde das größte SUV der Marke im April 2016 auf der Beijing Auto Show. Im Oktober 2016 startete in China der Verkauf des Siebensitzers. Ab Dezember 2019 wurde das Fahrzeug auch in Russland verkauft. Dort war es das erste Modell des Herstellers. Ursprünglich sollte das SUV auch in den Vereinigten Staaten angeboten werden, auf Grund des Handelskonflikts zwischen den Vereinigten Staaten und der Volksrepublik China ließ GAC Motor im Mai 2019 aber von dem Vorhaben ab.

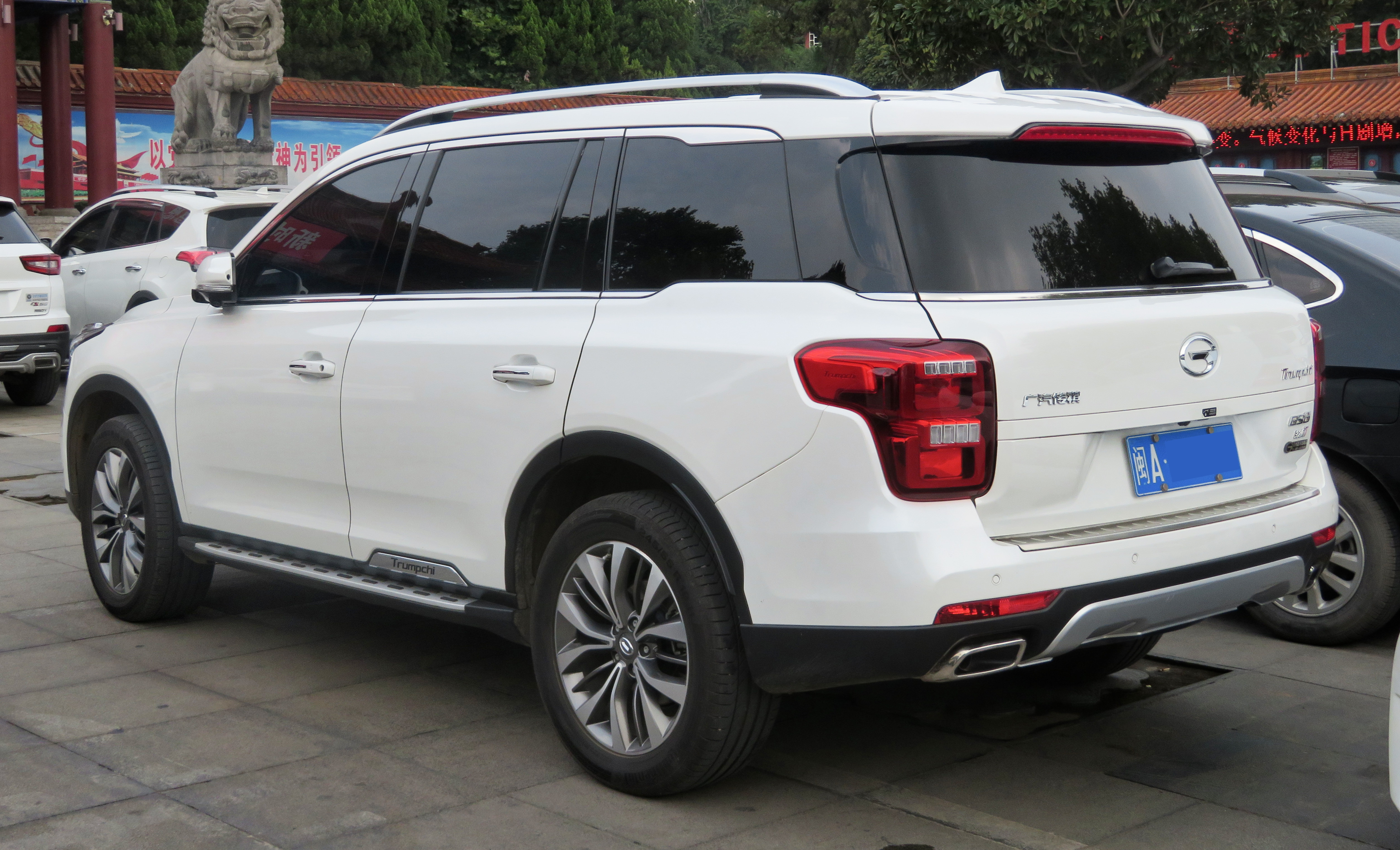
Heckansicht
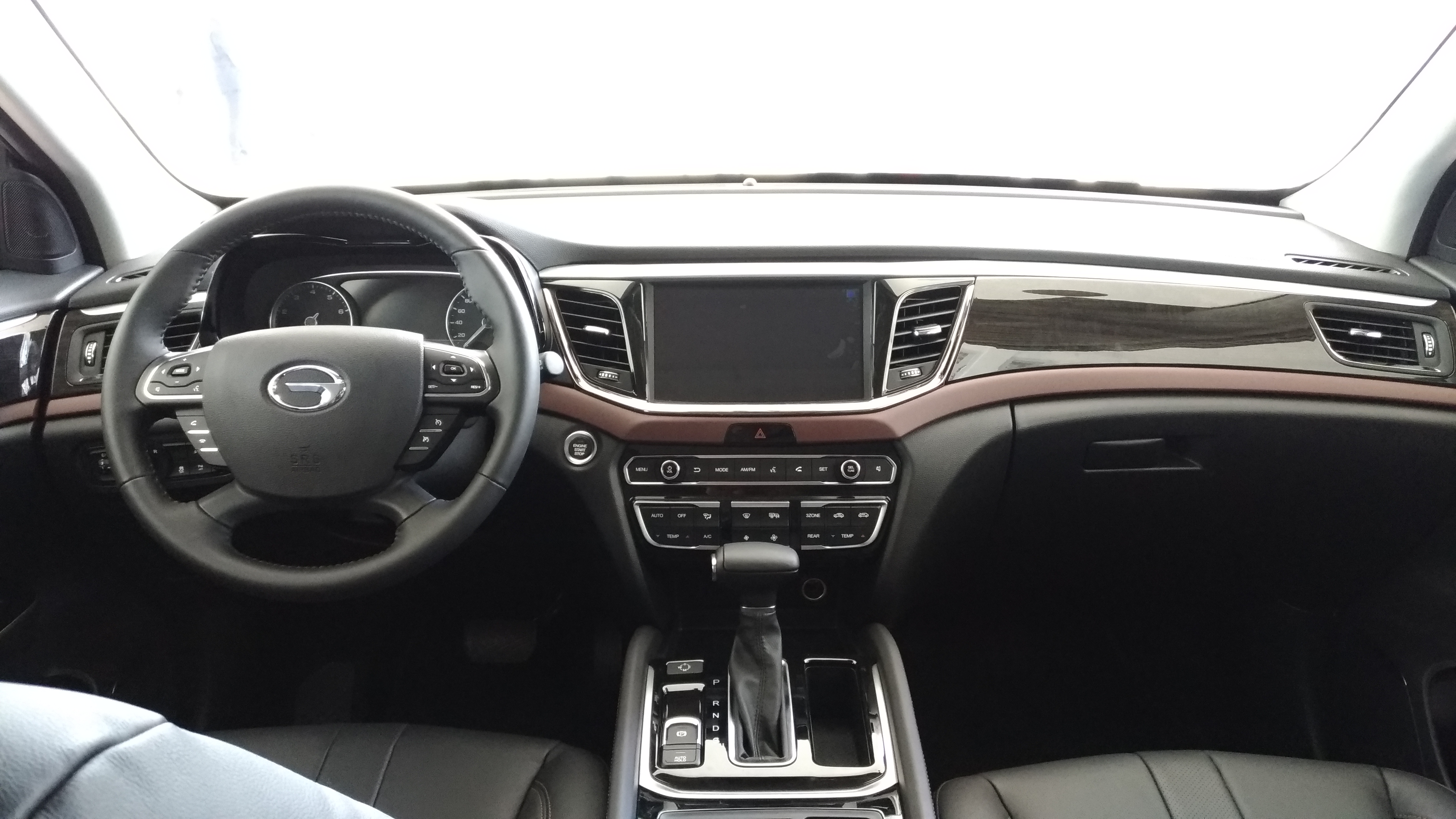
Innenansicht

### Technische Daten
| Kenngrößen                                  | 320T (Russland)              | 320T (China)                 | 390T (China)                 |
| Bauzeitraum                                 | 12/2019–07/2023              | 10/2016–07/2019              | 07/2019–10/2021              |
| Motorkenndaten                              |                              |                              |                              |
| Motortyp                                    | R4-Ottomotor                 | R4-Ottomotor                 | R4-Ottomotor                 |
| Hubraum                                     | 1991 cm³                     | 1991 cm³                     | 1991 cm³                     |
| max. Leistung                               | 140 kW (190 PS) bei 5200/min | 148 kW (201 PS) bei 5200/min | 185 kW (252 PS) bei 5250/min |
| max. Drehmoment                             | 300 Nm bei 1750–4000/min     | 320 Nm bei 1750–4000/min     | 390 Nm bei 1750–4000/min     |
| Kraftübertragung                            |                              |                              |                              |
| Antrieb, serienmäßig                        | Vorderradantrieb             | Vorderradantrieb             | Vorderradantrieb             |
| Antrieb, optional                           | (Allradantrieb)              | (Allradantrieb)              | (Allradantrieb)              |
| Getriebe, serienmäßig                       | 6-Stufen-Automatikgetriebe   | 6-Stufen-Automatikgetriebe   | 6-Stufen-Automatikgetriebe   |
| Messwerte                                   |                              |                              |                              |
| Höchstgeschwindigkeit                       | 180 km/h (180 km/h)          | k. A.                        | k. A.                        |
| Beschleunigung, 0–100 km/h                  | 9,4 s (10,5 s)               | 9,6 s (10,5 s)               | k. A. (8,7 s)                |
| Kraftstoffverbrauch auf 100 km (kombiniert) | 9,0 l Super (9,2 l Super)    | 9,1 l Super (9,3 l Super)    | 7,9 l Super (8,7 l Super)    |
| Tankinhalt                                  | 65 l                         | 66 l                         | 66 l                         |
| Abgasnorm                                   | Euro 5                       | China V                      | China VI                     |

## 2. Generation (seit 2021)
Die zweite Generation der Baureihe wurde im Juni 2021 präsentiert. Im Oktober 2021 kam das sechs- oder siebensitzige Fahrzeug in China auf den Markt. Eine überarbeitete Version wird seit Juni 2023 angeboten. Seit Juli 2023 ist die zweite Generation auch in Russland erhältlich. Seit Mai 2024 gibt es auch eine fünfsitzige Variante. Das Fahrzeug fällt etwas größer aus als das Vorgängermodell.

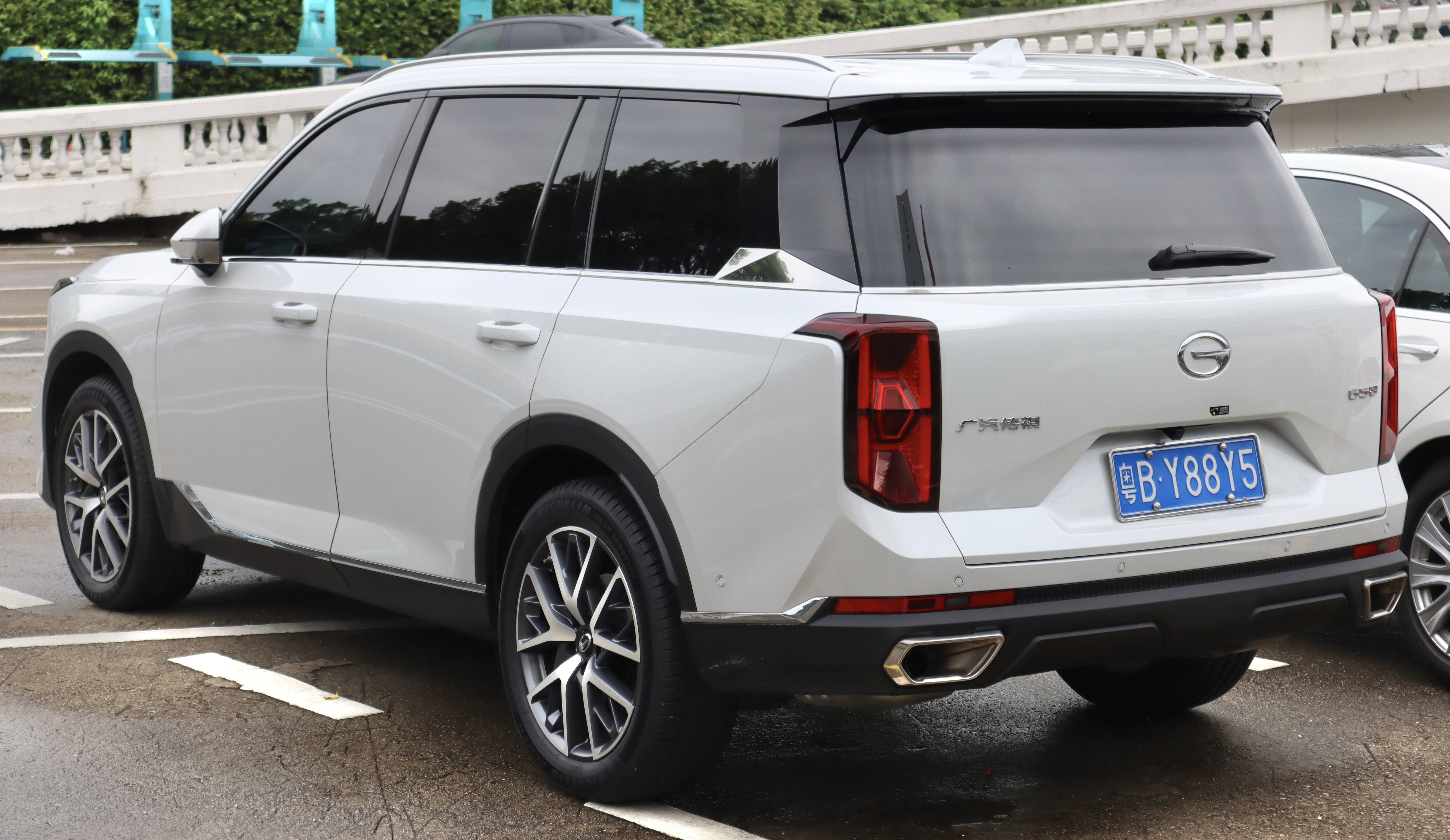
Heckansicht

### Technische Daten
Angetrieben wird das SUV entweder vom aus dem Vorgängermodell bekannten Zweiliter-Ottomotor mit 185 kW (252 PS) oder einem Hybridantrieb von Toyota. In Russland ist nur der Verbrenner erhältlich.
| Kenngrößen                                  | 2.0 TGDI (Russland)          | 2.0 TGDI (China)             | 2.0 TM (China)                    | 2.0 TM (China)                    |
| Bauzeitraum                                 | seit 07/2023                 | seit 10/2021                 | seit 10/2021                      | seit 10/2021                      |
| Motorkenndaten                              |                              |                              |                                   |                                   |
| Motortyp                                    | R4-Ottomotor                 | R4-Ottomotor                 | R4-Ottomotor + Elektromotor       | R4-Ottomotor + 2 Elektromotoren   |
| Motoraufladung                              | Turbolader                   | Turbolader                   | —                                 | —                                 |
| Hubraum                                     | 1991 cm³                     | 1991 cm³                     | 1991 cm³                          | 1991 cm³                          |
| max. Leistung Verbrennungsmotor             | 170 kW (231 PS) bei 5250/min | 185 kW (252 PS) bei 5250/min | 140 kW (190 PS) bei 4500–5000/min | 140 kW (190 PS) bei 4500–5000/min |
| max. Leistung Elektromotoren                | —                            | —                            | 134 kW (182 PS)                   | 174 kW (237 PS)                   |
| max. Drehmoment Verbrennungsmotor           | 380 Nm bei 1750–4000/min     | 400 Nm bei 1750–4000/min     | 320 Nm bei 1500–5000/min          | 320 Nm bei 1500–5000/min          |
| max. Drehmoment Elektromotoren              | —                            | —                            | 270 Nm                            | 391 Nm                            |
| Kraftübertragung                            |                              |                              |                                   |                                   |
| Antrieb, serienmäßig                        | Allradantrieb                | Vorderradantrieb             | Vorderradantrieb                  | Allradantrieb                     |
| Antrieb, optional                           | —                            | Allradantrieb                | —                                 | —                                 |
| Getriebe                                    | 8-Stufen-Automatikgetriebe   | 8-Stufen-Automatikgetriebe   | E-CVT                             | E-CVT                             |
| Messwerte                                   |                              |                              |                                   |                                   |
| Höchstgeschwindigkeit                       | k. A.                        | 200–210 km/h                 | 190 km/h                          | 190 km/h                          |
| Beschleunigung, 0–100 km/h                  | k. A.                        | k. A.                        | k. A.                             | 6,9 s                             |
| Kraftstoffverbrauch auf 100 km (kombiniert) | 10,1 l Super                 | 8,6–9,2 l Super              | 6,0 l Super                       | 6,3 l Super                       |
| Abgasnorm                                   | k. A.                        | China VI                     | China VI                          | China VI                          |